# اوک پوینت، (هالیوود)
اوک پوینت (به انگلیسی: Oak Point) یک منطقهٔ مسکونی در ایالات متحده آمریکا است که در شهرستان براوارد، فلوریدا واقع شده‌است. اوک پوینت ۰٫۱ کیلومتر مربع مساحت و ۱۴۵ نفر جمعیت دارد.